# Sigtuna (comune)
Sigtuna è un comune svedese di 50.000 abitanti, situato nella contea di Stoccolma. Il suo capoluogo è Märsta.

## Località
Nel territorio comunale sono comprese le seguenti aree urbane (tätort):
- Märsta (capoluogo)
- Rosersberg
- Sigtuna

## Monumenti e luoghi d'interesse
- Castello di Venngarn

## Amministrazione

### Gemellaggi
- Sønderborg
- Rakvere
- Raisio
- Porsgrunn